# Stehle Orgelbau

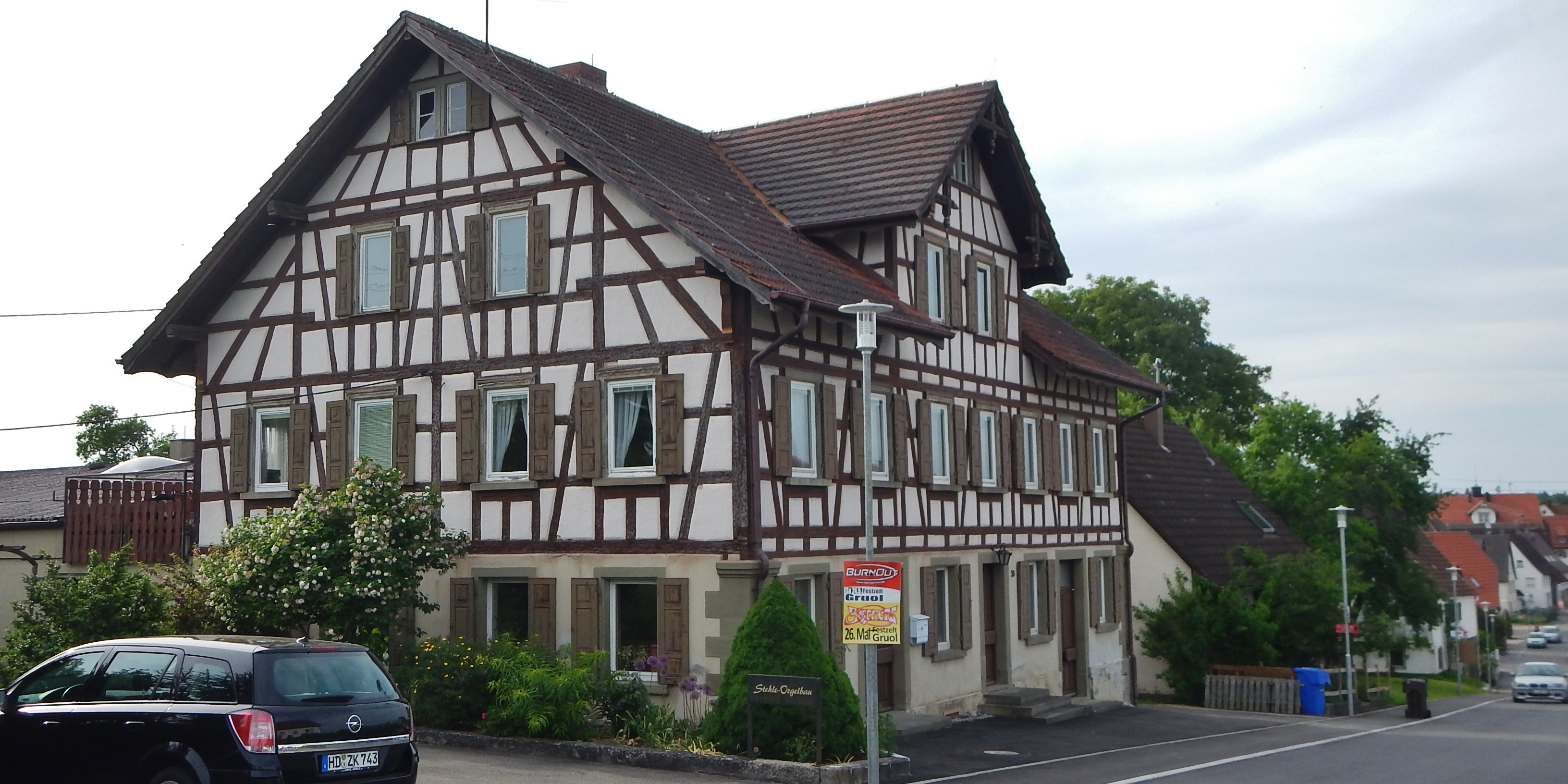
Firmensitz in Bittelbronn

Orgelbau Stehle ist ein Orgelbauunternehmen, das im Jahr 1894 in Bittelbronn gegründet wurde, heute ein Stadtteil von Haigerloch im Zollernalbkreis in Baden-Württemberg. Es hat seinen Wirkungsschwerpunkt im Gebiet der heutigen Landkreise Sigmaringen und Zollernalb, aber baut  auch darüber hinaus neue Orgeln und restauriert alte Werke.

## Geschichte

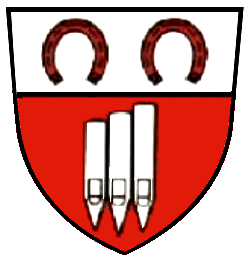
Wappen von Bittelbronn mit Orgelpfeifen

Johann Stehle (* 1862; † 31. Dezember 1924) und seine Brüder Gustav (1864–1907) und Josef I Stehle (* 7. August 1873; † 1946) zogen in das Schweizer Frauenfeld, um dort den Orgelbau zu erlernen. Während Gustav sich im unweiten Warth im Kanton Thurgau selbstständig machte, gründeten Johann und Josef 1894 eine Orgelbauwerkstatt im heimischen Bittelbronn. Josef II (1907–1970) und Sebastian Stehle (1909–1977), zwei Söhne von Josef I Stehle, der insgesamt acht Kinder hatte, erlernten ebenfalls das Orgelbauhandwerk. Josef II vertiefte sich ab 1931 bei Hans Klais und Sebastian Stehle in Straßburg. Die beiden Brüder übernahmen 1936 den väterlichen Betrieb, der 1962 vergrößert wurde. Während des Zweiten Weltkriegs entstanden einige Orgeln für Brasilien, teils ins Zusammenarbeit mit Klais. Vor dem Krieg wurden die Orgeln mit Kegelladen ausgeführt, danach wieder mit Schleifladen (pneumatisch, elektrisch und mechanisch). 1947 legte Josef II die Meisterprüfung ab. In dritter Generation machte Johann Georg Stehle (* 1946), Sohn von Josef II, die Ausbildung im väterlichen Betrieb (1961–1964) und vertiefte seine Kenntnisse bei Richard Rensch (1967–1968). Nach dem Tod des Vaters führte er bis 1975 zunächst gemeinsam mit Sebastian Stehle das Unternehmen Gebr. Stehle OHG fort, in das seine Frau Roswitha geb. Bieger 1973 eintrat. Nachdem Johann Georg (Hans) 1974 erfolgreich die Meisterprüfung abgelegt hatte, schied sein Onkel 1975 altersbedingt aus dem Betrieb aus. 1979 erfolgte eine nochmalige Erweiterung der Gebäude und 1980 eine Umwandlung in eine GmbH. 2010 schied Hans Stehle aus Altersgründen aus dem Betrieb aus und übertrug seinem Mitarbeiter Markus Hilbel die Leitung.
Das Familienunternehmen arbeitete vor allem in den ehemals hohenzollernschen und badischen Teilen des Landkreises Sigmaringen. Bisher wurden über 200 Orgelneubauten weltweit geliefert. Hinzu kommen Restaurierungen historischer Instrumente. Drei silberne Orgelpfeifen im Wappen der ehemaligen Gemeinde Bittelbronn erinnern an die Orgelbautradition durch das Familienunternehmen Stehle.

## Werkliste (Auswahl)
| Jahr        | Opus | Ort                      | Gebäude                           | Bild | Manuale | Register | Bemerkungen |
| ----------- | ---- | ------------------------ | --------------------------------- | ---- | ------- | -------- | --- |
| 1904        | 8    | Bubsheim                 | St. Jakobus Maior                 |      | II/P    | 15       | Kegelladen; erhalten |
| 1904–1905   |      | Ablach                   | St. Anna                          |      | II/P    |          | Kegelladen; erhalten |
| 1914        |      | Weilen unter den Rinnen  | St. Nikolaus                      |      |         |          | erhalten |
| 1927        |      | Burkheim am Kaiserstuhl  | St. Pankratius                    |      | II/P    | 13       | pneumatische Taschenladen (Röhrenpneumatik), hinter Gehäuse von Adrien Joseph Pottier (1752); 1990 ersetzt                                           |
| 1937        |      | Mettenberg               | St. Alban                         |      | II/P    | 13       | |
| 1951        |      | Oberbergen               | St. Mauritius                     |      | II/P    | 18       | elektropneumatische Kegelladen |
| 1958        |      | Wurmlingen               | Erlöserkirche                     |      | II/P    | 7        | 2011 durch Elektronium ersetzt, Prospekt erhalten.                                                                                                   |
| 1959        |      | Ringingen                | St. Martin                        |      | I/P     | 10       | |
| 1960        |      | Veringendorf             | St. Michael                       |      | II/P    | 22       | unter Verwendung von Teilen der Vorgängerorgel von Anton Hieber (1834) und Alex Kleinmann (1888), 1985 technischer Neubau durch Stehle               |
| 1962        |      | Brombach                 | St. Josef                         |      | II/P    | 23       | |
| 1962        | 118  | Schlatt                  | St. Dionysius                     |      | II/P    | 19       | |
| 1966 / 1974 | 132  | Steinau an der Straße    | Reinhardskirche                   |      | II/P    | 25       | Neubau in historischem Gehäuse. Mensuren und Disposition von Ernst Karl Rößler. Zunächst nur 19 Register. 1974 werden 6 fehlende Register eingebaut. |
| 1969        |      | Walddorfhäslach          | Evangelische Pfarrkirche Walddorf |      | II/P    | 23       | |
| 1970        | 145  | Glatt                    | St. Gallus                        |      | II/P    | 16       | |
| 1971        | 146  | Pfalzgrafenweiler        | St. Jakob                         |      | II/P    | 22       | |
| 1973        | 149  | Obernheim                | St. Afra                          |      | II/P    | 18       | |
| 1973        | 150  | Rötenberg                | St. Johannes                      |      | II/P    | 18       | |
| 1976        | 156  | Tieringen                | Unserer lieben Frau               |      | II/P    | 16       | hinter Prospekt von Johann Martin Jetter (1749) |
| 1976        | 158  | Weilheim                 | St. Marien                        |      | II/P    | 16       | |
| 1978        | 167  | Egesheim                 | Mariä Himmelfahrt                 |      | II/P    | 15       | |
| 1980        | 170  | Calw                     | Stadtkirche St. Peter und Paul    |      | III/P   | 49       | in neugotischem Gehäuse von 1888 |
| 1980        | 172  | Dauchingen               | St. Cäcilia                       |      | II/P    | 25       | [ 10 ] |
| 1981        | 173  | Trochtelfingen           | St. Martin                        |      | II/P    | 23       | |
| 1983        | 180  | Reutlingen               | Heilig Geist                      |      | II/P    | 25       | → Orgel |
| 1984        | 181  | Bargau                   | Jakobuskirche                     |      | III/P   | 33       | |
| 1985        | 184  | Hausen im Killertal      | St. Nikolaus                      |      | II/P    | 25       | im Gehäuse der Vorgängerorgel |
| 1985        | 185  | Harthausen auf der Scher | St. Mauritius                     |      | II/P    | 25       | hinter historischem Prospekt |
| 1986        | 188  | Dettlingen               | St. Pantaleon                     |      | II/P    | 14       | |
| 1986        | 189  | Weiler                   | St. Wolfgang                      |      | II/P    | 12       | |
| 1989        | 194  | Hundersingen             | St. Martin                        |      | II/P    | 26       | |
| 1990        | 201  | Poltringen               | St. Klemens                       |      | II/P    | 8        | |
| 1992        | 205  | Ergenzingen              | Heilig-Geist-Kirche               |      | II/P    | 24       | |
| 1995        | 211  | Hirrlingen               | St. Martinus                      |      | II/P    | 21       | [ 11 ] |
| 1997        | 212  | Straßberg                | St. Verena                        |      | II/P    | 26       | |
| 2002        | 222  | Killer                   | Mater Dolorosa                    |      | II/P    | 22       | |
| 2008        | 229  | Empfingen                | St. Georg                         |      | II/P    | 27       | |
| 2014        | 232  | Bösingen                 | St. Jakobus                       |      | II/P    | 16       | |